# Kopplingsur

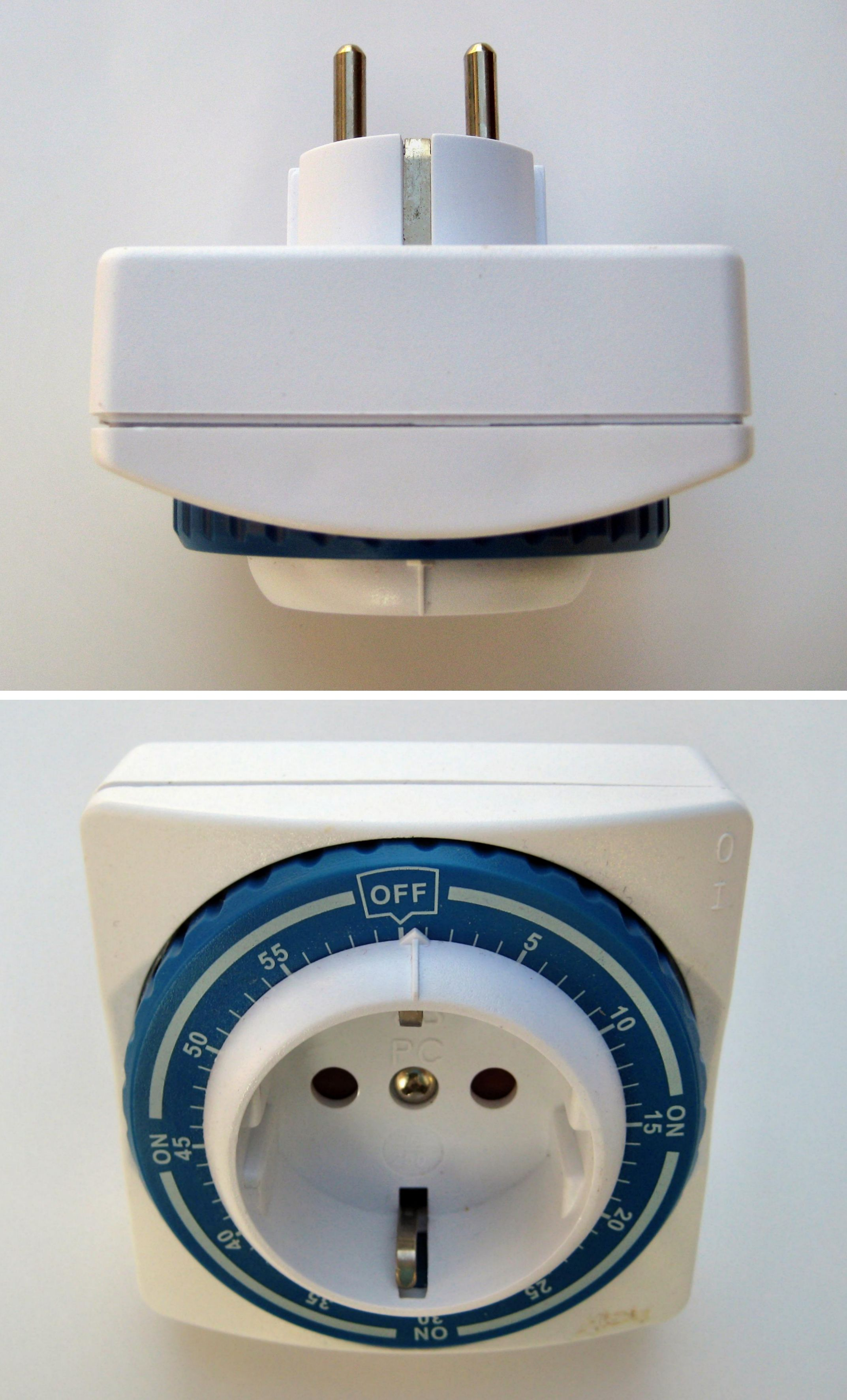
Ett kopplingsur

Ett kopplingsur är en timer i kombination med ett eluttag. När timern räknat ner till noll bryts strömmen i eluttaget. Detta används bland annat för att en lampa ska tändas och släckas bestämda tider.